# Тіньовий профайл
Тіньовий профіль (англ. Shadow profile) — це збереження будь-якими сервісом інформації користувачів або навіть не користувачів без їхньої згоди. Найбільш відомий випадок тіньових профайлів — у Facebook, який збирає інформацію про людей, яку вони не надавали.

## Історія
На початку 2012 року, після витоку даних щодо понад шести мільйонів персональних даних користувачів Facebook, стало відомо про існування тіньових профілів, оскільки сереж даних були профайли й тих, хто не мав акаунтів у соцмережі. Як виявилося, Facebook доповнював тіньові профілі користувачів їхніми загальнодоступними даними. Далі об'єднані профілі передавалися друзям користувачів, якщо вони використовували інструмент Facebook «Завантажити інформацію» (DYI).

## Тіньовий профіль та основні фірми

### Тіньовий профіль та Facebook
Замість того, щоб просити згоди у своїх користувачів, Facebook роками збирає їхню особисту інформацію без згоди цих людей. Конкретна інформація, яку Facebook отримав без дозволу користувачів, включає адресу електронної пошти та номери телефонів, які Facebook потім використовує для дослідження облікових записів.
Факт зборку даних викликав обурення користувачів через проблеми конфіденційності.
За даними Facebook, користувачі самі надають згоду на збір даних. Директор Facebook Марк Цукерберг заявив про те, що не знав про існування тіньових профілів.

### Тіньовий профіль Google
Google збирає дані, які перевищують очікування користувачів. В умовах Google вказано, що об'єм зібранних даних приховано. Дослідження смартфонів Android показує, що Google зберігає тіньові профілі користувачів. Одним із випадкіприкладів є сторінка «Моя активність», що показує лише частину даних, які збирає Google, і відображає лише частину історії. В цьому випадку пропущеними даними буде тіньовий профіль користувача.

## Вплив

### Позитивний
Переваги включають більш ефективний спосіб збору даних та виявлення аномалій поведінки.

### Негативний
Можлива шкода для користувачів стосується їхньої конфіденційності та витоку інформації, адже тіньові профайли включають конфіденційні дані, такі як номери фінансових рахунків, інформація про стан здоров'я та геолокація.
Навіть коли люди свідомо діляться своїми думками в інтернеті за допомогою коментарів або лайків, їх сліди можуть впливати на реальні події в прямому ефірі, такі як прийняття рішень через стеження, яке проводять роботодавці.

## Можливі фактори проблеми конфіденційності
Згідно користувацьких угод, користувачі мають усвідомлювати можливе вторгнення в приватне життя, потенційні переваги та ризики, користуючись соціальними мережами. Однак, дослідження показують, що користувачі завантажують велику кількість особистої інформації в інтернет-простір, не розуміючи наслідків цього. Деякі дослідники описують це явище як необдумане ставлення користувачів, і можливими поясненнями такої поведінки є поєднання задоволення, моделей використання та психологічного механізму, подібного до ефекту третьої особи. Щоб отримати більш індивідуальні результати, іноді користувачі готові ділитися своєю інформацією з Інтернетом речей (IoT) для власної зручності.
Що стосується захисту від чиновників, посилаючись на прецедентне право на статтю 8 Європейської конвенції з прав людини, деякі дослідники роблять висновок, що чинний закон не може адекватно вирішити проблему приватності та забезпечити захист відкритих джерел.